# تينما شيبويا
تينما شيبويا (باليابانية: 渋谷天馬/ وبالصينية: 澀谷天馬، وبالإنجليزية: Shibuya’ Tenma)، (ولد في 13 يناير 1969-) ياباني الجنسية، وهو ممثل وراقص وناشط في التبادل الثقافي.

## بدايته
تخرج في معهد الفنون المسرحية وبدأ مشواره المهني كممثل محترف في عام 1993. مثّل في عدة أفلام ومسلسلات ومسرحيات في اليابان. وفي عام 2006 زار الصين لأول مرة، ولاحقا شارك في الفيلم الهونكونغي المشهور «ييه ون»، وحصل في عام 2009 على «الجائزة الأولى لمهرجان السينما بهونغ كونغ». لكنه دخل طريق الشهرة مع المسلسل الصيني «البندقية المستعارة» (借枪)، والذي حاز على أعلى نسبة مشاهدة في التلفزيون الصيني في عام 2011، عن أداءه لدور قائد الشرطة العسكرية للجيش الياباني «كاتو كيجي». في ذات العام، شارك في فيلم «زهرات الحرب» (من إخراج تشانغ إيمو وبطولة كريستيان بال). وفي عام 2014، شارك تينما شيبويا في فيلم «كانو»، الذي يعد أحد أنجح الأفلام في تاريخ السينما التايوانية، وفي عام 2017 مثّل في فيلم «سورج» الذي أنتجه التلفزيون الروسي، وفي عام 2018 ظهر في فيلم الضربة الجوية (Air Strike) في دور قائد الطائرة كاشيوا الذي يمثل الشخصية الشريرة الرئيسية. ويعمل في الوقت الحالي في تصوير الأعمال السينمائية في اليابان والبر الرئيسي الصيني، وهونغ كونغ، وتايوان، وروسيا، وأمريكا ودول أخرى. كما يمتلك في رصيده أكثر من 100 مسرحية راقصة، ويتمتع بشهرة كبيرة في آسيا وخاصة المناطق التي تتحدث اللغة الصينية. كما يعمل تينما شيبويا على تطوير الرقص الياباني والأنشطة الموسيقية (تأليف الأغاني والعزف على الغيتار...إلخ)، وقضى 25 سنة في دفع التبادل الثقافي الدولي. وفي عام 2009 قاما تينما شيبويا بتأسيس جمعية دعم التبادل الثقافي الياباني الصيني ورأس مجلس إدارتها، ويأمل في تعزيز التفاهم بين الشعبين الصيني والياباني من خلال التبادل الثقافي.

## روابط خارجية
- تينما شيبويا على موقع IMDb (الإنجليزية)
- تينما شيبويا على موقع قاعدة بيانات الفيلم (الإنجليزية)

## مجرى حياة المرء
في عام 1993، دخل تينما شيبويا رسميًا عالم المسرح. وبعد حصوله على تدريب محترف في استوديو "يونايتد بيرفورمز"الياباني المملوك لاستوديو نيويورك آكتورز" الأمريكي، حيث امتلك مهارات الآداء المسرحي، إلتحق بقسم التمثيل في معهد ايزوجوكو للسينما والتصوير للتعمق أكثر في الدراسة. حيث تعلّم الرقص الكلاسيكي الياباني على يد الاستاذ نيشيكاوا إيما؛ كما تعلّم اداء الأوبرا والغناء في معهد "آي كي ميوزيك". بعد ذلك، استمر في تعلم الرقص الكلاسيكي الياباني 15 عامًا كاملة، كما كتب ولحّن الأغاني، التي عزفها على القيثارة.
في عام 1995، شارك في أول عمل في مسيرته تحت عنوان «أغنية سادية». (للمخرج غينجي ناكامورا)
في عام 1997، شارك كراقص مع فرقة باليه طوكيو، لآداء عرض الباليه الشهير«بوليرو». (موريس بيجارت مصمم الرقص، الحان / موريس رافيل)..
في يوليو 1997، شارك في عرض الدراما الراقصة اليابانية الكلاسيكية «مناديل العاهرة المقهورة»، حيث لعب دور الفلاح والراقص الشعبي. وفي أغسطس من نفس العام، عملت تينما شيبويا أيضًا كمساعد مخرج وشارك في مسرحية برودواي الموسيقية الشهيرة «آني، احملي بندقيتك».
في عام 1998، شارك في مسرحية «روميو وجولييت» (المخرج يوكيو ساكاغاوا). بعد ذلك، استمرّ في العمل في ميدان السينما والمسرح، وشارك في العديد من الأعمال، مما ساهم في إثراء مسيرته المهنية..
في عام 2001، شارك تينما إلى جانب ساكاموتو ناوتو في بطولة فيلم «المحرض» (للمخرج تاكاش مايك)، حيث لعب دور قائد بارز في عصابة، حيث جرّب آداء الادوار الشريرة.
في عام 2004، شارك تينما في عمل الرسوم المتحركة الضخم «بذور التفاح»، الذي انتجته شركة «سي جي» للرسوم المتحركة. حيث شارك في تأليف حركات الشخصيات الكرتونية، وأدّى دور البطولة عن شخصية «الجنيرال اورانوس»، وفي ذات الوقت لعب أربعة أدوار لشخصيات مختلفة، مثل «دكتور ميكا» و«اللاعب المتمرد» إلخ.
في عام 2006، التحق بجامعة بكين للغات والثقافة لدراسة اللغة الصينية لبضعة أشهر، ثم واصل العمل كممثل في ادواره التقليدية، مقتحما صناعة السينما والفنون الصينية. وفي خريف ذات العام، شارك تينما في المسلسل التلفزيوني «خريف البراري حلّ مبكرا» اللمخرج وانغ تاو، حيث أدّى دور شخصية تاريخية حقيقية، هي المستشار الياباني لدولة منغوليا شوجي كاناي. وفي عام 2007، شارك في الفيلم الرقمي «حرب الجوسسة للنمور الطائرة» (للمخرج لي شو)كثاني شخصية رئيسية في الفيلم. واختير الفيلم كأفضل فيلم رقمي على قناة CCTV-6 في نفس العام. وكان تينما حينئذ لا يزال وجها جديدا في صناعة السينماو الترفيه الصينية. لكن الفيلم جلعه يحظى باهتمام وتقييم كبيرين من الجمهور. بعد ثلاث سنوات، أخرج لي شو 33 حلقة من المسلسل التلفزيوني «المعركة الدامية لكتيبة سيتشوان» واختار تينما مرة أخرى ليلعب دور الخصم الأول للبطل. وقد كان اختيار لي شو له اعترافا له باداءه في العمل الذي جمعهما في عام 2007.
في عام 2008، لعب تينما دور «المدير ساتو»، الخصم الرئيسي للبطل في فيلم «ييه ون» (للمخرج ييه ويشين)، وقد فاز الفيلم في مهرجان هونغ كونغ السينمائي لعام 2009 على جائزة أفضل عمل متفوقا على فيلم «الجرف الأحمر»، (للمخرج وو يوي سن)، وحقق الفيلم شهرة واسعة في البر الرئيسي وعائدات كبيرة في شباك التذاكر وأسهم في رفع شهرة تينما. ويذكر تينما طرفة تقول بأنه بعد أن شاهد المخرج ييه ويشين العرض الأول من الفيلم، أرسل له رسالة ينبّهه فيها، «لقد كان الجمهور منفعلا بسبب اتقانك لدور الشرير. ولسلامتك من الأفضل أن لاتظهر في دور العرض».
في خريف 2008، لعب تينما ادوارا في عدة أعمال دارمية، حيث ظهر في مسلسل «خيط الحياة والموت» ومسلسل «النمر الثلجي»، وقد أثارت أدواره اهتماما كبيرا من المشاهدين.
وفي عام 2009 مثل تينما لأول مرة في الدراما الصينية القديمة عبر مسلسل «التاريخ السرّي للمحظية يانغ قوي»، حيث أدى دور أحد البيروقراطيين القدامى، وحظي اداءه بتقدير كبير من المشاهدين.
في عام 2010، لعب دور البطولة في فيلم «طائر الكركي». وأثناء عملية التصوير، أصرّ تينما على التصوير رغم برودة الطقس القاسية التي نزلت إلى أقل من 30 درجة تحت الصفر. حيث لعب في الفيلم دور عالم طيور ياباني يدعى يوشيدا.
في نفس العام (2010)، شارك تينما في المسلسل الصيني المشهور «البندقية المستعارة»، الذي عرض على نطاق واسع في الصين، وحصل على أعلى نسبة مشاهدة. ويعد مسلسل «البندقية المستعارة» العمل الأدرامي الأغلى سعرا في تاريخ الدراما الصينية. ولعب تينما في المسلسل دور الشرير كاتو كينجي الذي يطارد البطل شيونغ قوه هاي من البداية إلى النهاية لقتله. وقد أثار بدوره نقاشا واسعا بين المشاهدين وهناك من وصفه ب«الرائع والمثير للاشمئزاز في نفس الوقت». وبعد عرض «البندقية المستعارة»، أصبح تينما واحدا من أشهر الممثلين اليابانيين في الصين. وبعد عرض المسلسل خارج الصين، زادت شهرة تينما في الخارج بعد الشهرة التي حققها في فيلم «ييه ون 1».
وفي عام 2011، شارك تينما في فيلم «زهرات الحرب» للمخرج الصيني المشهور تشانغ ايمو، حيث مثل مع الممثل الحائز على الأوسكار كريستيان بال.
في عام 2012، خاص تينما تجربة درامية جديدة تختلف عن مساره السابق عبر مسلسل «اللعبة الكبرى». ويحكي المسلسل قصة ساحرة تدعى وو تهنغ تشانغ، على امتداد 20 عامًا، من مرحلة الشباب الخالص، إلى إحدى شخصيات الجيشا ثم إلى ساحرة فوق خشبة المسرح وأخيرا إلى سيدة عجوز ثم إلى مجنونة، وقد نجح تينما في تأدية مختلف هذه الأدوار بنجاح، مما اثار إعجاب الأوساط السينمائية. في عام 2012، لعب تينما الشخصية الرئسية الثانية في فيلم «دوي صامت» (للمخرج شياوفنغ)، الذي شارك في مهرجان مونتريال السينمائي. وكان الدور مرة أخرى تجربة جديدة في مسار تينما السينمائي، حيث مثل دور ابن مطيع يعيش في العاصمة ويعاني من انخفاض السكر في الدم وكذلك التردد والفوبيا، فرغم أنه تعرف على خطيبته منذ عدة سنوات إلا أنه لم يتخلص من «فوبيا الزواج». وقالت منتجة هذا الفيلم تشانغ شي شي أنها أعجبت بدور تينما في مسلسل «خط الحياة والموت»، وقررت دعوته للمشاركة في فيلمها.
في عام2013 شارك في الفيلم التايواني «كانو» بعد أن اعجب مخرج الفيلم ماتشي شيانغ بدور تينما في فيلم «ييه ون». وقد حقق هذا الفيلم رقما قياسيا في ايرادات شباك التذاكر في تايوان خلال الأسبوعين الأولين من عرضه.
في عام 2014، شارك في السلسلة الهزلية «شياوباو ولاوتساي الثري» (للمخرج شانغ جينغ)، ومن ثم وسع تجربته إلى السينما الهزلية. وقد كان في البداية من المفترض أن يلعب تينما دورا رئيسيا في المسلسل، لكن التزاماته بتصوير فيلم «كانو» بتايوان جعلته يظهر بدور ثانوي قصير، عبر شخصية رجل جبان وسكير يخشى المشاركة في الحرب، ويقوم في النهاية بقتل البطلة. ورغم ظهوره تينما في ثوب دور الشرير، لكن اداءه حصل على ثناء واسع من مستخدمي الإنترنت.
كما أدّى تينما أدوارا عاطفية في «بطلان فون السنة اللهب»، «ساعي البريد»، «الحديد يشتعل». حيث ظهر في شخصيات وأدوار مختلفة ضمن قصص عاطفية جمعته بثلاث فتيات صينيات، انتهت بنهايات مختلفة. وفي مايو 2015، لعب تينما الدور الرئيسي في فيلم «رياح الليل» والذي كان مشروع التخرج لطلبة جامعة السينما ببكين لتشجيع الطلبة ودعم سينما الهواة.
في سبتمبر 2015، أصبح تينما مرة أخرى محط أنظار المحطات التلفزيونية الرئيسية في الصين. حيث ظهر في خمسة أعمال تم بثها في وقت واحد على 12 قناة: مسلسل "الحديد يحترق" الذي لعب دور بطولته على قناة آنهوي وبكين وتشجيانغ، حلقتين في اليوم؛ مسلسل "أربعة وعشرون طريقًا" على قناة "سي سي تي 8" وتلفزيون قويتشو؛ و"الجرف" عل قناة التبت وشنشي وآنهوي الفضائية؛ وعمليه الرئيسيين"البندقية المستعارة و"نمر الثلج" على قنوات قويتشو وتيانجين. وقد حظيت أدوار تينما بتثمين من النقاد والمشاهدين على نطاق واسع في الصين.
يعطي تينما أهمية كبيرة للتواصل مع المخرج والعاملين أثناء التصوير. وهو ماجعل المخرج شياو فنغ تزنغ يجدد دعوته له للمشاركة في فيلم «الانفجار الكبير» بعد ماتعاون معه في فيلم «دوي صامت»، ليؤدي دور الطيار ساتو.
فيلم «الانفجار الكبير» يحكي قصة سلسلة الضربات الجوية التي قامت بها اليابان منذ عام 1937 على مدى 5 أعوام. وقد أشرف على المراقبة الفنية لهذا الفيلم الملحمي ثلاثي الأبعاد نجم هوليود مل جيبسون، والذي دعا فريقا من هوليود للانضمام إلى طاقم التصوير. بما في ذلك المصور فيلموس زغيموند الحاصل على حاصل على أوسكار أفض مصور والذي تولّى مهمة التصوير، وريتشارد اندرسون الحاصل على أفضل مصمم موسيقى (حرب النجوم) كمستشار موسيقي للفريق. ورونالد باس الحاصل على أوسكار أفضل سيناريست كمستشار درامي؛ كما انضم لطاقم الفيلم كل من فريق الصوت لشركة «تكني كولور» (التي اشرفت على سلسلة الرجال الحديدين) وفريق الشركة الكورية للتقنيات الخاصة وفريق «افاتار» للمؤثرات الخاصة ثلاثية الأبعاد. وشارك في الفيلم مجموعة من نجوم السينما الصينيين، على غرار ليو وي، تشن وي تشن، تشانغ يونينغ وعدد من نجوم هوليود أمثال بروس ويليس واندريان برودي والنجم الكوري سونغ سيون هيون ومثل عن الجانب الياباني تينما، الذي أدى دور طيار مقاتلة.
يتعاون تينما في بعض الأحيان مع الشركات في مجال الدعاية والإشهار. حيث قام في يوليو 2013 بالترويج لمعرض الرسم «رونغ يوي». وفي مارس 2014، قام بالترويج لعلامة المجوهرات العتيقة «هاوس أوف ويلو» والملابس المطابقة لها عبر الأنترنت. وفي مايو 2014، تعاون مع مركز الثروة ببكين للترويج للفضاء الفني وأسلوب الحياة الفني على الإنترنت. وفي يوليو 2015، حضر ضيفا في «معرض تشاوهونغ للمجموعات الفردية لفن الرسم الصيني والغربي» وألقى كلمة. من يونيو إلى يوليو 2015، تعاون مع علامته الفنية المفضلة "African Symbol" لإطلاق عروض أزياء بطابع أفريقي لتعزيز الترويج للفن عبر الإنترنت. وفي فبراير 2017، قام بالترويج عبر الإنترنت لعلامة العطور المفضلة بالنسبة له «ريكلاسيفايد».
بحلول عام 2018، كان تينما قد شارك في أكثر من 100 عمل سينمائي وتلفزيوني. بما في ذلك الأفلام والمسلسلات التلفزيونية والمسرحيات وغيرها، في اليابان والصين وهونغ كونغ وتايوان والولايات المتحدة وروسيا. وهو أحد الممثلين اليابانيين الأكثر نشاطًا وفاعلية في منطقة اللغة الصينية.

## الاعلانات والدعاية
يوليو 2013: ضيف شرف في معرض «رونغ يوي» للرسم 
مارس 2014: الدعاية اونلاين للمجوهرات التقليدية للعلامة التجارية «هاوس اوف ويلو».
مايو 2014: الدعاية اونلاين للفضاء الفني والحياة الفنية لمركز الثروة ببكين.
أبريل 2015: ضيف شرف في «معرض بركة الغزلان للرسم الدقيق»
يوليو 2015: ضيف شرف في «معرض تشاوهونغ للمجموعات الفردية لفن الرسم الصيني والغربي».
يونيو ويوليو 2015: تعاون مع علامته الفنية المفضلة "African Symbol" لإطلاق عروض أزياء بطابع أفريقي لتعزيز الترويج للفن عبر الإنترنت.
فبراير 2017: قام بالترويج عبر الإنترنت لعلامة العطور المفضلة بالنسبة له «ريكلاسيفايد».

## يلموغرافيا

### الفيلم
| Year سنة البث | Title اسم العمل                     | Region بلد الإنتاج | Director المخرج              | Role الدور                                             |
| 2019          | Lanxindajuyuan مسرح لانشين الكبير   | الصين              | Lou Ye                       | Lieutenant Hosoda                                      |
| 2019          | Shisanliesha                        | الصين              | Li Bin                       | Kouichiro Ishihara                                     |
| 2018          | Air Strike (تعاون صيني أمريكي كوري) | الصين              | Xiao Feng                    | Zero fighter pilot: Sato Sato : قائد الطائرة نوع       |
| 2017          | Shisidadao                          | الصين              | Wang Qiang                   | General Kato                                           |
| 2016          | Geigeliyouxian                      | الصين              | Wang Qiang                   | Jin casino owner                                       |
| 2015          | Imaginary Assassin                  | الصين              | Kan Ruohan                   | Tsuji Masanobu                                         |
| 2014          | Kano                                | تايوان             | Umin Boya                    | Citizen Representative                                 |
| 2013          | Xiaoxiaofeihudui                    | الصين              | Qian Xiaohong                | Gangcun                                                |
| 2012          | Chengchengfenghuo Juesha            | الصين              | Li Cai                       | Gaoqiao                                                |
| 2012          | Hushed Roar                         | الصين              | Xiao Feng                    | Ichiro Nakamura                                        |
| 2011          | The Flowers of War (زهور الحرب)     | الصين              | Zhang Yimou                  | Fuguan                                                 |
| 2010          | Eergunaheyouan                      | الصين              | Yang Minghua                 | Hideo Suzuki                                           |
| 2010          | Tiexuejiangqiao                     | الصين              | Zhang Yuzhong                | Kanji Ishibashi                                        |
| 2010          | Shenhe                              | الصين              | Wang Jianwei                 | Jitian Fengci                                          |
| 2010          | Death and Glory in Changde          | الصين              | Shen Dong                    | Yiteng Sanlang                                         |
| 2009          | Cow                                 | الصين              | Guan Hu                      | Terada                                                 |
| 2008          | Ip Man(ييب مان (فيلم))              | هونغ كونغ          | Wilson Yip                   | Colonel Sato                                           |
| 2008          | Feihuduidiezhan                     | الصين              | Li Shu                       | Xiongben                                               |
| 2007          | Yexi                                | الصين              | An Lan                       | Lieutenant Tanaka                                      |
| 2004          | Appleseed                           | اليابان            | Fumihiko Sone Shinji Aramaki | General Uranus/ الجنرال (التقاط الحركة/motion capture) |
| 2003          | Ichigonokakera                      | اليابان            | Shun Nakahara                | Bartender                                              |
| 2002          | Agitator                            | اليابان            | Takashi Miike                | Shintani                                               |
| 2002          | Hiroshimayakuzasensou               | اليابان            | Toru Ichikawa                | Yakuza ياكوزا (رجل عصابة)                              |
| 2001          | Zonbigokudou                        | اليابان            | Hirohisa Sasaki              | Detective لمحقق                                        |
| 2002          | Bastoni                             | اليابان            | Kazuhiko Nakahara            | Agent of Porn Actress                                  |
| 2001          | Minaminoteiou                       | اليابان            | Sadaaki Hginiwa              | Factory Worker                                         |
| 2001          | Salarymanpachinkaergingtaro         | اليابان            | Takeshi Niizato              | Secretary                                              |
| 2001          | Aokiookamitachi                     | اليابان            | Kenji Yokoi                  | Hitman                                                 |
| 2000          | Kamome                              | اليابان            | Genji Nakamura               | Loan Shark                                             |
| 1999          | Fubundaisousa                       | هونغ كونغ          | Zhang Yinghua                | Adult Shop Manager                                     |
| 1998          | Hananoana                           | اليابان            | Kazushige Inada              | Rebel                                                  |
| 1998          | Genkinokamisama                     | اليابان            | Genji Nakamura               | Husband                                                |
| 1997          | Mamushinokyoudai                    | اليابان            | Toru Murakawa                | Punk                                                   |
| 1996          | Sadistic Song                       | اليابان            | Genji Nakamura               | Playboy                                                |
| 1996          | Saigonoshigoto                      | اليابان            | Maiko Inoue                  | Thief                                                  |

### دراما تلفزيونية
| Year | Title                                              | Region       | Director         | Role                                      |
| 2019 | Chuanjia                                           | الصين        | Wang Wei         | General Miura لجنرال                      |
| 2019 | Binbian bushi haitanghong                          | الصين        | Hui Kaidong      | General Kyujou                            |
| 2018 | Growing pains of swordsmen                         | الصين        | Shang Jing       | Ninja Hattori                             |
| 2017 | Taiwanwangshi                                      | الصين        | Cui Liang        | Police st Chief Matsumura رئيس قسم الشرطة |
| 2016 | Sorge (التي تنتجها محطة التلفزيون الوطنية الروسية) | Russia روسيا | Sergey Ginzburg  | Imuro                                     |
| 2015 | Youchai                                            | الصين        | He Liu, Bai Yang | Shuigu Xinfu                              |
| 2015 | Ershisidaoguai                                     | الصين        | Zhang Yuzhong    | Dachuan                                   |
| 2015 | Tiezaishao                                         | الصين        | Liu Xin          | Gaomu Yiren                               |
| 2014 | Fenghuoshuangxiong                                 | الصين        | Jin Liangyan     | Heitian zhongxiong                        |
| 2013 | Xiaobaohelaocai                                    | الصين        | Shang Jing       | Qingtian Dazuo                            |
| 2012 | Xuanya                                             | الصين        | Liu Jin          | Saburo Shibuya                            |
| 2012 | Shenmirenzhi                                       | الصين        | Shao Jinghui     | Songben Wulang                            |
| 2012 | Haojiahuo                                          | الصين        | Jian Chuanhe     | Kanji Abe                                 |
| 2011 | Dakuaize                                           | الصين        | Gao Jin          | Guitian Cilang                            |
| 2011 | Daxifa                                             | الصين        | Wang Shuo        | Wuteng Zhang                              |
| 2011 | Jiezhenguochuanqi                                  | الصين        | Lei Xianhe       | Jitian                                    |
| 2011 | Xingfumanwu                                        | الصين        | Jia Yiping       | Mouye                                     |
| 2010 | Jieqiang                                           | الصين        | Jiang Wei        | Jiateng Jinger                            |
| 2010 | Zhizhewudi                                         | الصين        | Jian Chuanhe     | Yunchuan Xiuyi                            |
| 2010 | Woshichuanqi                                       | الصين        | Xu Zongzheng     | Heichuan Shuo                             |
| 2010 | Chuanjuntuanxuezhandaodi                           | الصين        | Li Shu           | Yedao Canger                              |
| 2010 | Tiexuezhonghun                                     | الصين        | Zhou Youchao     | Yuantian Duizhang                         |
| 2009 | Shengsixian                                        | الصين        | Kong Sheng       | Dubian Chunliang                          |
| 2009 | Yangguifeimishi                                    | الصين        | You Xiaogang     | Daban Gumalv                              |
| 2009 | Xuebao                                             | الصين        | Chen Haowei      | Dubian Wu                                 |
| 2009 | Watashigakodomodattakoro                           | اليابان      |                  | Xianbingduiyuan                           |
| 2008 | Didaoyingxiong                                     | الصين        | Ding Hei         | Shangdao Cilang                           |
| 2006 | Caoyuanchunlaizao                                  | الصين        | Wang Tao         | Shouji Kanai                              |
| 2005 | Iryoushounenyinmonogatari                          | اليابان      |                  | Truck Driver                              |
| 2004 | Kekkon                                             | اليابان      |                  | Medical Jurisprudence                     |
| 2003 | Kougenheirasshai                                   | اليابان      |                  | Hotel Manager                             |
| 2002 | Rakutenseikatsu                                    | اليابان      |                  | Cameraman                                 |

## المسرح

### الدراما المرحلة
| Year | Title                                                             | Region  | Role                          | Notes               |
| 2000 | Yukionna                                                          | اليابان | Heikichi                      | Ohme city hall      |
| 1998 | Romio and Juliet روميو وجولييت （لاخراج من: إخراج Yukio Ninagawa) | اليابان | Capulet family,Dance Ensemble | Saitama art theater |
| 1998 | Jidairomanboukenki                                                | اليابان | Ancestor & Descendant,2Roles  | Mitaka theater      |
| 1997 | Princess Sayo                                                     | اليابان | Farmer, Dance Ensemble        | The Zoujou temple   |
| 1996 | Emperor Jones                                                     | اليابان | Moneylender                   | Saitama art theater |

### الموسيقية
| Year    | Title            | Region  | Role                                                | Notes                                                                          |
| 1998-99 | Kumagon's forest | اليابان | Kumagon & Horosuke,2roles) -Leading （بطل الرواية） | 7 Regional big halls (Takasaki,Mattou, Sasebo,Sendai,Kanazawa, Takasago,Chiba) |

### باليه
| Year | Title                                         | Region  | Role           | Notes              |
| 1997 | Bolero بوليرو (Maurice Béjart تصميم الرقصات:) | اليابان | Dance Ensemble | Tokyo culture hall |

## الراوي، الممثل الصوتي
| Media           | Title                           | Region      | Role         | Notes       |
| TV CS           | Taiken PekinPekinPekin          | اليابان     | Narration    | 16 episodes |
| TV CS           | Taiken Pekinpekinpekin 2        | اليابان     | Narration    | 16 episodes |
| TV BS           | Chugokumenroadwoyuku            | اليابان     | Narration    | 16 episodes |
| VP              | Cannon                          | اليابان     | Narration    |             |
| VP              | Sharp cell phone                | اليابان     | Narration    |             |
| VP              | Happy Taobao                    | الصين       | Narration    |             |
| VP              | China Lianyungang               | الصين       | Narration    |             |
| VP              | China Jinmenqiao                | الصين       | Narration    |             |
| VP              | Cannon                          | اليابان     | Narration    |             |
| CG animation    | Japanimation                    | U.S.Aأمريكي | 4 Main Roles |             |
| Film            | Dongfengyu                      | الصين       | Fujiki       |             |
| TV drama        | Zhongtiankenjian                | الصين       | Takahashi    |             |
| TV drama        | Xuebao                          | الصين       | Yamamoto     |             |
| CG Game Soft    | Suikoden                        | اليابان     | Narration    |             |
| ep Broadcasting | Introduction of ep Broadcasting | اليابان     | Navigator    |             |

## تلفزيون / راديو: مظهر ضيف
| Media | Title           | Region | Notes    |
| BMN   | Wozai Beijing   | الصين  | Guest    |
| CCTV  | (Dialogue (対話 | الصين  | Guest    |
| CRI   | Tetsubeya       | الصين  | Featured |

</ref>
1. ↑  ""融•遇"主题画展开幕；涩谷天马应邀出席_涩谷天马工作室_新浪博客" en. مؤرشف من الأصل في 2019-01-20. اطلع عليه بتاريخ 2020-03-08. {{استشهاد ويب}}: الوسيط غير صالح |script-title=: بادئة مفقودة (مساعدة)
2. ↑  "涩谷天马：喧闹都市中沉淀下的古董时光" en. مؤرشف من الأصل في 2019-01-20. اطلع عليه بتاريخ 2020-03-08. {{استشهاد ويب}}: الوسيط غير صالح |script-title=: بادئة مفقودة (مساعدة)
3. ↑  "涩谷天马非洲COSPLAY 猜这是什么动物" en. مؤرشف من الأصل في 2019-12-25. اطلع عليه بتاريخ 2020-03-08. {{استشهاد ويب}}: الوسيط غير صالح |script-title=: بادئة مفقودة (مساعدة)
4. ↑  "涩谷天马变装新尝试 挖掘非洲之美" en. مؤرشف من الأصل في 2019-12-25. اطلع عليه بتاريخ 2020-03-08. {{استشهاد ويب}}: الوسيط غير صالح |script-title=: بادئة مفقودة (مساعدة)
5. ↑  "【图片】【宣传代言】涩谷天马合作"非洲符号"-非洲主题造型_涩谷天马吧_百度贴吧" en. مؤرشف من الأصل في 2019-04-18. اطلع عليه بتاريخ 2020-03-08. {{استشهاد ويب}}: الوسيط غير صالح |script-title=: بادئة مفقودة (مساعدة)
6. ↑  "涩谷天马用香氛阐释古希腊哲学 _产业观察 _光明网" en. مؤرشف من الأصل في 2017-03-30. اطلع عليه بتاريخ 2020-03-08. {{استشهاد ويب}}: الوسيط غير صالح |script-title=: بادئة مفقودة (مساعدة)
7. ↑  "【外国人眼中的RE】涩谷天马：艺术是随时随地可以嗅到的气息" en. مؤرشف من الأصل في 2020-03-08. اطلع عليه بتاريخ 2020-03-08. {{استشهاد ويب}}: الوسيط غير صالح |script-title=: بادئة مفقودة (مساعدة)
8. ↑  "涩谷天马_百度百科" en. مؤرشف من الأصل في 2020-03-08. اطلع عليه بتاريخ 2020-03-08. {{استشهاد ويب}}: الوسيط غير صالح |script-title=: بادئة مفقودة (مساعدة)
9. ↑  "渋谷天馬とは (シブヤテンマとは) [単語記事] - ニコニコ大百科" en. مؤرشف من الأصل في 2020-03-11. اطلع عليه بتاريخ 2020-03-11. {{استشهاد ويب}}: الوسيط غير صالح |script-title=: بادئة مفقودة (مساعدة)
10. ↑  "涩谷天马老师生平简介-西北新闻网" en. مؤرشف من الأصل في 2017-03-06. اطلع عليه بتاريخ 2020-03-11. {{استشهاد ويب}}: الوسيط غير صالح |script-title=: بادئة مفقودة (مساعدة)
11. ↑  "涩谷天马 (豆瓣)" en. مؤرشف من الأصل في 2016-01-22. اطلع عليه بتاريخ 2020-03-11. {{استشهاد ويب}}: الوسيط غير صالح |script-title=: بادئة مفقودة (مساعدة)
12. ↑  
<ref>"%E6%B8%8B%E8%B0%B7%E5%A4%A9%E9%A6%AC - %E6%B8%8B%E8%B0%B7%E5%A4%A9%E9%A6%AC%E3%81%AE%E6%A6%82%E8%A6%81 - Weblio辞書" en. مؤرشف من الأصل في 2019-07-08. اطلع عليه بتاريخ 2020-03-11. {{استشهاد ويب}}: الوسيط غير صالح |script-title=: بادئة مفقودة (مساعدة)